# Epistemologia reformada

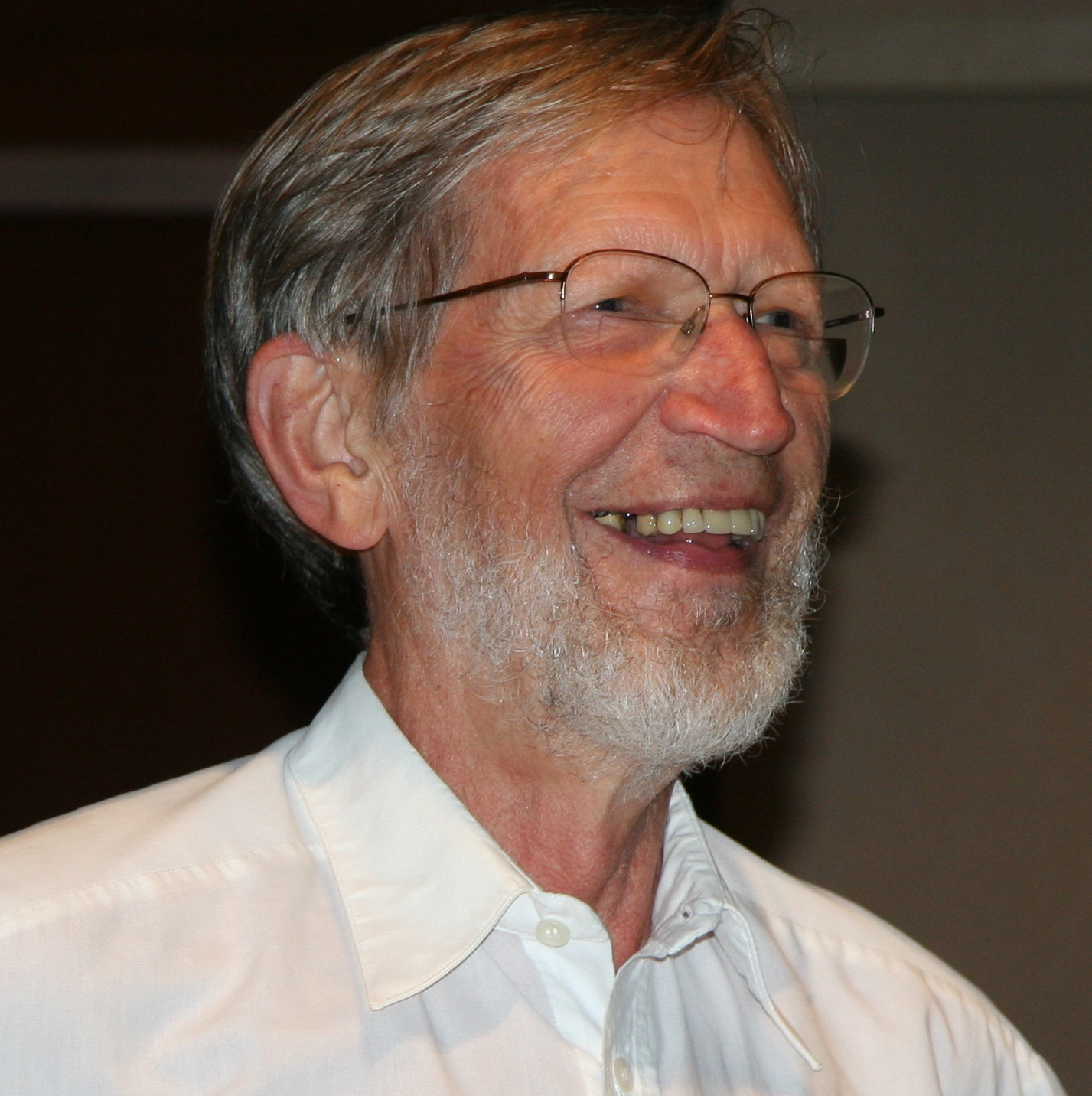
Retrato de Alvin Plantinga. O mais influente filósofo cristão da atualidade e principal personalidade da epistemologia reformada.

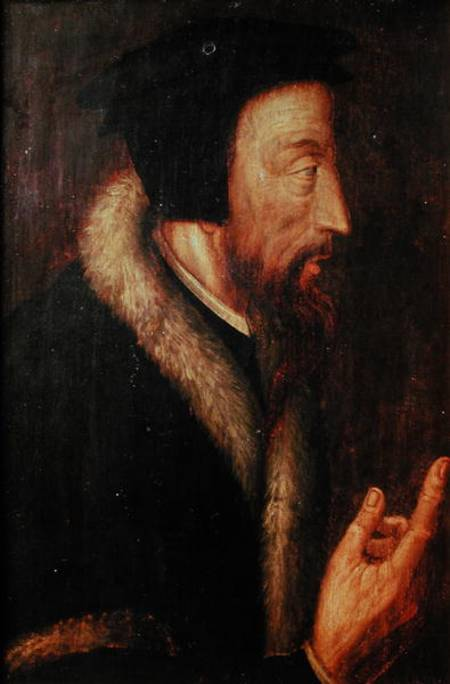
Retrato de João Calvino

Em filosofia da religião, epistemologia reformada é uma escola de pensamento que se debruça sobre a epistemologia das crenças em Deus, que foi desenvolvida por um grupo de filósofos cristãos protestantes, nomeadamente Alvin Plantinga, William Alston, Nicholas Wolterstorff e Michael C. Rea. 
Central à epistemologia reformada é a ideia de que a crença em Deus é uma "crença apropriadamente básica": não é necessária ser inferida de outras verdades de modo a ser razoável.
Visto que esta visão representa uma continuação do pensamento sobre a relação entre fé e razão que os seus fundadores encontram na teologia reformada do século XVI, particularmente na doutrina de João Calvino que diz que Deus nos deu um sentido da divindade (sensus divinitatis), tornou-se pois conhecida como epistemologia reformada.